# Дрвиня (гмина)
Дрвиня (пол. Drwinia) — сельская гмина (волость) в Польше, входит как административная единица в Бохнявский повет, Малопольское воеводство. Население 6282 человека (на 2004 год).

## Демография
| Перепись                       | Всего   | Всего | Женщины | Женщины | Мужчины | Мужчины |
| ------------------------------ | ------- | ----- | ------- | ------- | ------- | ------- |
| Единицы                        | человек | %     | человек | %       | человек | %       |
| Население                      | 6282    | 100   | 3166    | 50,4    | 3116    | 49,6    |
| Плотность населения (чел./км²) | 57,7    | 57,7  | 29,1    | 29,1    | 28,6    | 28,6    |

## Сельские округа
1. Беньковице
2. Дрвиня
3. Дзевин
4. Гавлувек
5. Гробля
6. Испина
7. Миклюшовице
8. Недары
9. Свиняры
10. Травники
11. Воля-Дрвиньска
12. Выжыце
13. Зелёна

## Соседние гмины
1. Гмина Бохня
2. Гмина Иголомя-Вавженьчице
3. Гмина Клай
4. Гмина Кошице
5. Гмина Неполомице
6. Гмина Нове-Бжеско
7. Гмина Щурова